# Eupelops grandis
Eupelops grandis är en kvalsterart som först beskrevs av Mihelcic 1958.  Eupelops grandis ingår i släktet Eupelops och familjen Phenopelopidae. Inga underarter finns listade i Catalogue of Life.